# November (álbum de Sir)
November es el segundo álbum de estudio del artista estadounidense SiR, lanzado el 18 de enero de 2018 por Top Dawg Entertainment. El álbum incluye colaboraciones invitadas de ScHoolboy Q y Etta Bond, con producción de DJ Khalil, Saxon y Andre Harris, entre otros.

## Sencillos y promoción
El primer sencillo del álbum, "Something Foreign", con Schoolboy Q, se lanzó el 30 de noviembre de 2018 y el vídeo musical se estrenó el 27 de diciembre. La canción "Summer in November" estuvo acompañada de un vídeo musical el mismo día del lanzamiento del álbum, y el vídeo musical de "D'Evils" se lanzó el 4 de mayo de 2018.

## Recepción crítica
El álbum fue aclamado por la crítica y recibió críticas positivas. Pitchfork elogió el álbum, otorgándole un 7,2 sobre 10, afirmando que "el cantautor y productor de Inglewood, el R&B no es solo R&B. Hay una sedosidad neo-soul en muchas de sus canciones, con una vibra atmosférica y de jazz en la producción. "Noviembre es un álbum para encender incienso, no velas. En este sentido, es la respuesta de TDE a un momento en el que artistas como Daniel Caesar regresan sutilmente a las raíces más tiernas del género con gran éxito".

## Lista de canciones
| N.º | Título                                | Productor(es)     | Duración |  |
| 1.  | «Gone»                                | DJ Khalil         | 0:45     |  |
| 2.  | «That's Alright»                      | J. LBS            | 2:22     |  |
| 3.  | «Something Foreign» (con ScHoolboy Q) | Saxon             | 2:32     |  |
| 4.  | «D'Evils»                             | D.K. The Punisher | 2:51     |  |
| 5.  | «Something New» (con Etta Bond)       | Rascal            | 3:49     |  |
| 6.  | «I Know»                              | Saxon             | 2:18     |  |
| 7.  | «Never Home»                          | Haiyib            | 2:46     |  |
| 8.  | «War»                                 | MNDSGN            | 3:40     |  |
| 9.  | «Better»                              | SiR, DJ Khalil    | 4:12     |  |
| 10. | «Dreaming of Me»                      | Harmony Samuels   | 3:36     |  |
| 11. | «Summer in November»                  | Andre Harris      | 3:49     |  |